# Мейе, Антуан
Поль-Жюль-Антуа́н Мейе́ (фр. Paul Jules Antoine Meillet; 11 ноября 1866, Мулен, департамент Алье — 21 сентября 1936, Шатомейан, департамент Шер) — крупный французский лингвист, автор трудов по сравнительно-историческому языкознанию, индоевропеистике (в том числе индоевропейской метрике), латинскому и греческому языкам, славистике, иранистике, арменистике. Вёл интенсивную педагогическую деятельность.

## Биография
Родился в семье нотариуса; учился в Париже, с 1885 в Сорбонне; также слушал курсы Бреаля в Коллеж де Франс и Соссюра в Высшей практической школе. В 1890 г. предпринимает поездку на Кавказ для изучения армянского языка. Докторская диссертация об особенностях употребления генитива и аккузатива в старославянском языке (1897). Преподавал армянский язык в Школе восточных языков (с 1902), индоевропеистику и другие курсы в Коллеж де Франс (1905—32).
Член Академии надписей (1924), многих иностранных академий и обществ, в том числе член-корреспондент Петербургской Академии наук (1906); секретарь Парижского лингвистического общества (с 1906).

## Вклад в науку
Восприняв многие идеи Соссюра, Мейе, однако, не стал заниматься, как большинство европейских структуралистов, синхронным изучением языка, а продолжал развивать сравнительно-исторические исследования с учётом соссюровских положений о системности языка и его «социальном» характере. Сравнительно-исторический метод внешней реконструкции именно в работах Мейе нашёл завершение и принял ту классическую форму, к которой, по существу, последующие десятилетия ничего не прибавили. В области частных индоевропейских исследований особенно большой вклад Мейе внёс в славистику и арменистику; в соавторстве с А. Эрну составил наиболее авторитетный этимологический словарь латинского языка. Ему принадлежат также важные исследования об индоевропейских корнях греческой эпической поэзии.
Вслед за Соссюром и рядом других французских лингвистов, Мейе подчёркивал (в противовес «психологизму» младограмматиков) социальный характер языка. Он считается одним из предшественников современной социолингвистики. Опубликовал обзор языковой ситуации в послевоенной Европе (1918). Инициатор (совместно с М. Коэном) энциклопедического издания «Языки мира», в котором все языки предполагалось описывать по единой схеме (1924; не завершено).
Основатель, первый главный редактор и автор множества статей в ведущем журнале по арменистике Revue des Études Arméniennes.
Одно из его наиболее цитируемых высказываний Мейе утверждает, что «всякий, кто хочет услышать, как разговаривали индоевропейцы, должен послушать литовского крестьянина». Вместе с тем, его предубеждения против венгерского языка, который он считал слишком сложным, полным заимствований и неспособным быть носителем культуры, вызвали критический отклик у венгерского писателя Дежё Костолани. 

## Влияние
Мейе первым употребил в современном значении термин «грамматикализация» (в небольшой статье 1912 г.). Влияние Мейе испытали практически все известные лингвисты (и особенно индоевропеисты) следующего поколения, в том числе Бенвенист, Вандриес, Гийом, Дюмезиль, Курилович, Мартине, Теньер и др. К числу учеников Мейе принадлежит и выдающийся исследователь эпоса Милмэн Пэрри. Также взял под свое крыло Рачию Ачаряна, который стал основателем современной армянской диалектологии. Среди русских учёных он выделял труды Н. С. Трубецкого и не раз поддерживал его в трудные моменты.

## Основные работы
- Esquisse d’une grammaire comparée de l’arménien classique, 1903.
- Introduction à l'étude comparative des langues indo-européennes, 1903 (и множество последующих изданий).
- Les dialectes indo-européens, 1908; 2-е изд. 1922.
- Aperçu d’une histoire de la langue grecque, 1913.
- Les langues dans l’Europe nouvelle, 1918.
- Linguistique historique et linguistique générale, 1921; 2-е изд. 1926—1936.
- Les origines indo-européennes des mètres grecs, 1923.
- La méthode comparative en linguistique historique, 1925.
- Esquisse d’une histoire de la langue latine, 1928.
- Dictionnaire étymologique de la langue latine, 1932 (в соавторстве с А. Эрну; словарь переиздан под ред. Жака Андре в 2001).

В русских переводах:
- Введение в сравнительную грамматику индоевропейских языков / Пер. [и предисл.] проф. Д. Кудрявского. — 2-е изд., сверенное с 3-м фр. изд. 1912 г., просмотр. и доп. авт. — Юрьев : тип. К. Маттисена, 1914. — V, [3], 461 с.
- Введение в сравнительное изучение индоевропейских языков, 1938.
  - 3-е изд. — М.: URSS, 2002.
- Общеславянский язык / А. Мейе; Пер. и примеч. проф. П. С. Кузнецова; Под ред. проф. С. Б. Бернштейна; Предисл. проф. Р. И. Аванесова и проф. П. С. Кузнецова. — М.: Издательство иностранной литературы, 1951. — 492 с.
  - 2-е изд.: Прогресс, 2000.
  - Изд. 3-е, испр. — Москва : URSS, cop. 2011. — 491 с. — ISBN 978-5-397-01978-1. — (Лингвистическое наследие XX века).
- Основные особенности германской группы языков, 1952.
  - 2-е изд. — М.: URSS, 2003.
- Сравнительный метод в историческом языкознании. — 2-е изд. — М.: URSS, 2004.